# Hozumi Nobushige
Hozumi Nobushige est un nom japonais traditionnel ; le nom de famille (ou le nom d'école), Hozumi, précède donc le prénom (ou le nom d'artiste).

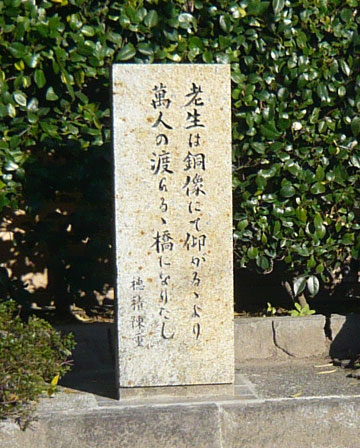
« Je préfère devenir un pont utilisé par tout le monde plutôt qu'une statue. » -- Nobushige Hozumi

Le baron Hozumi Nobushige (穂積 陳重) (23 août 1855 - 7 avril 1926) est un juriste et homme politique japonais. Avec Tomii Masaaki et Ume Kenjirō, il est considéré comme le « père du droit civil japonais » qui entre en vigueur en 1898.

## Biographie
Né au domaine d'Uwajima dans la province d'Iyo (actuelle préfecture d'Ehime), Hozumi est le second fils d'une famille de spécialistes du kokugaku. Il est diplômé de la Kaisei Gakko (ancêtre de l'université impériale de Tokyo) puis étudie à l'étranger de 1876 à 1881. Il se rend d'abord en Angleterre pour entrer à l'université de Londres où il obtient une licence d'avocat plaidant. Il part ensuite en Allemagne pour étudier à l'université Humboldt de Berlin.
De retour au Japon, il accepte un poste de professeur de droit allemand et de droit comparé à l'université impériale de Tokyo. Avec d'autres avocats, il fonde l'école de droit anglais, l'ancêtre de l'université Chūō en 1885. En 1888, il reçoit le premier doctorat en droit du Japon. Avec Ume Kenjirō et Tomii Masaaki, il travaille à la réalisation du code civil du Japon en 1898. L'un de ses élèves les plus brillants est Kijūrō Shidehara qui passe l'examen pour entrer au service diplomatique en 1896, puis devient ministre des Affaires étrangères dans les années 1920, et enfin Premier ministre après la Seconde Guerre mondiale.
Hozumi est nommé à la chambre des pairs du Japon en 1890 et au conseil privé en 1916. Il reçoit le titre de baron (danshaku) en 1915 selon le système de noblesse kazoku.
Il est le père du juriste Hozumi Shigeto et le frère de l'expert constitutionnel Hozumi Yatsuka.
Après sa mort, il y eut des discussions à Uwajima pour ériger une statue en bronze en son honneur. Cependant, Hozumi a spécifiquement laissé des instructions dans son testament pour que si les générations futures voulaient l'honorer, il valait mieux le faire avec quelque chose qui soit utile aux gens, comme un pont, plutôt que quelque chose d'inutile comme une statue. Le « pont Hozumi » existe toujours aujourd'hui à Uwajima. Il est également honoré avec un timbre commémoratif en 1998.